# Мерилуото, Кай
Кай Мерилуото (фин. Kai Meriluoto; род. 2 января 2003, Пори, Западная Финляндия) — финский футболист, нападающий клуба ХИК. Выступал в национальной сборной Финляндии. Выступает на правах аренды в мелецкой «Стали».

## Карьера

### ХИК

#### Начало карьеры
Футбольную карьеру начинал в академии финского клуба КыИФ. В возрасте 10 лет переехал в Китай, где продолжил заниматься футболом в шанхайских юношеских командах. Через 2 года футболист вместе с семьёй вернулся в Финляндию, где присоединился к академии клуба ХИК. В 2019 году футболист стал выступать во второй команде клуба «Клуби 04». Дебютировал за основную команду клуба 6 августа 2020 года в матче против клуба «Лахти». Дебютный гол за клуб футболист забил 28 сентября 2020 года в матче против клуба РоПС. По итогу дебютного сезона вместе с клубом стал победителем чемпионата. Следующий сезон футболист полноценно провёл со второй командой клуба.

#### Аренда в «Ильвес»
В феврале 2022 года футболист на правах арендного соглашения присоединился к клубу «Ильвес» до конца сезона. Дебютировал за клуб 16 февраля 2022 года в матче Кубка финской лиги против клуба «Хонка». В следующем матче 19 февраля 2022 года против клуба «Лахти» футболист отличился дебютными забитыми голами, оформив дубль. Первый матч в чемпионате футболист сыграл 2 апреля 2022 года против клуба «Хака», выйдя на поле в стартовом составе. Первым забитым голом в чемпионате отличился 17 апреля 2022 года в матче против клуба «Оулу». В матче 29 апреля 2022 года против клуба СИК футболист отличился забитым дублем. Очередным дублем за клуб футболист отличился 28 мая 2022 года в матче против туркуйского «Интера». По итогу основного этапа чемпионата вместе с клубом вышел в раунд за сохранение прописки, где заняли итоговое третье место. По окончании срока аренды покинул клуб.

#### Сезон 2023
В начале 2023 года футболист начал готовиться к новому сезону с основной командой ХИКа. Первый матч сыграл 12 января 2023 года в рамках Кубка финской лиги против клуба «Мариехамн», также отличившись первым в сезоне забитым голом. По итогу турнира футболист стал обладателем кубка, однако в самом финале участие не принимал. В апреле 2023 года футболист продлил контракт с клубом до 2025 года. Первый матч в чемпионате сыграл 5 апреля 2023 года против клуба «Хонка», выйдя на поле в стартовом составе. Первым забитым голом в чемпионате отличился 29 апреля 2023 года в матче против клуба «Хака». Футболист быстро закрепился в основной команде клуба, отличившись за первую половину сезона 5 забитыми голами и результативной передачей. В июле 2023 года футболист также вместе с клубом отправился на квалификационный матч Лиги чемпионов УЕФА.

#### Аренда в «Сталь» Мелец
В июле 2023 года футболист на правах арендного соглашения присоединился к польской «Стали» до конца сезона с опцией возможного выкупа. Дебютировал за клуб футболист 22 июля 2023 года в матче против клуба «Краковии», выйдя на поле на 88 минуте. Дебютный гол за клуб футболист забил 18 сентября 2023 года в матче против люблинского клуба «Заглембе».

## Международная карьера
В 2018 году выступал за юношескую сборную Финляндии до 16 лет. В августе 2019 года футболист получил вызов в юношескую сборную Финляндии до 17 лет. Дебютировал за сборную 4 августа 2019 года в товарищеском матче против сборной Дании. Дебютными голами за сборную отличился 7 августа 2019 года в матче против сборной Исландии. В сентябре 2019 года вместе со сборной отправился на квалификационные матчи юношеского чемпионата Европы.
В сентябре 2021 года футболист получил вызов в юношескую сборную Финляндии до 19 лет. Дебютировал за сборную 7 сентября 2021 года в товарищеском матче против сборной Швеции, также отличившись дебютным забитым голом. В октябре 2021 года футболист вместе со сборной отправился на квалификационные матчи юношеского чемпионата Европы.
В ноябре 2021 года сыграл матч за молодёжную сборную Финляндии до 20 лет против сборной Швеции, отличившись забитым голом. В июне 2022 года в составе молодёжной сборной Финляндии отправился на квалификационные матчи молодёжного чемпионата Европы. Дебютировал за сборную 3 июня 2022 года в матче против сборной Австрии, отличившись результативной передачей.
В январе 2023 года футболист получил вызов в национальную сборную Финляндии. Дебютировал за сборную 9 января 2023 года в товарищеском матче против сборной Швеции, выйдя на поле в стартовом составе. Затем футболист стал вызываться в молодёжную сборную. Дебютный гол за молодёжную сборную забил 7 сентября 2023 года в товарищеском матче против сборной Исландии.

## Достижения
ХИК
- Чемпион Финляндии: 2020
- Обладатель Кубка финской лиги: 2023